# تیم ملی فوتبال برزیل
تیم ملی فوتبال برزیل (به پرتغالی: Seleção Brasileira) با نام مستعار سلسائو، به تیم ملی فوتبال مردان برزیل گفته می‌شود که زیر نظر فدراسیون فوتبال برزیل نهاد حاکم بر فوتبال در کشور برزیل اداره می‌شود. آن‌ها از سال ۱۹۲۳ به عضویت فیفا درآمده‌اند و از سال ۱۹۱۶ عضوی از کنفدراسیون فوتبال آمریکای جنوبی (کونمبول) هستند.
برزیل موفق‌ترین تیم ملی در جام جهانی فوتبال است که بار قهرمان: ۱۹۵۸، ۱۹۶۲، ۱۹۷۰، ۱۹۹۴ و ۲۰۰۲ شده است. سلسائو همچنین بهترین عملکرد کلی را در رقابت‌های جام جهانی، هم به نسبت و هم به صورت مطلق دارد. با رکورد ۷۶ پیروزی در ۱۱۴ مسابقه، ۱۲۹ تفاضل گل، ۲۴۷ امتیاز و ۱۹ باخت است. برزیل تنها تیم ملی است که در تمام دوره‌های جام جهانی بدون غیبت یا بدون نیاز به پلی‌آف بازی کرده است، و تنها تیمی است که جام جهانی را در چهار قارهٔ مختلف: یک بار در اروپا (۱۹۵۸ سوئد)، یک بار در آمریکای جنوبی (۱۹۶۲ شیلی)، دو بار در آمریکای شمالی (۱۹۷۰ مکزیک و ۱۹۹۴ ایالات متحده) و یک بار در آسیا (۲۰۰۲ کرهٔ جنوبی/ژاپن) برده است. برزیل همچنین موفق‌ترین تیم در جام کنفدراسیون‌های فیفا است که چهار بار در سال‌های ۱۹۹۷، ۲۰۰۵، ۲۰۰۹ و ۲۰۱۳ قهرمان شده است. برزیل پس از کسب مدال طلا در مسابقات فوتبال بازی‌های المپیک ۲۰۱۶، به همراه فرانسه تنها کشورهایی هستند که در تمام مسابقات برگزارشدهٔ مردان فیفا در تمام رده‌های سنی قهرمان شده‌اند.
در جدول رده‌بندی فیفا، برزیل دارای بالاترین میانگین امتیاز الو، و چهارمین رتبهٔ اوج الو فوتبال در تمام دوران است که در سال ۱۹۶۲ تأسیس شد. در سیستم رده‌بندی فیفا، برزیل با ۱۳ بار، رکورد بیشترین رتبهٔ یک در رده‌بندی سالانهٔ فیفا را دارد. بسیاری از مفسران، کارشناسان و بازیکنان سابق تیم برزیل، تیم ملی برزیل در سال ۱۹۷۰ را بهترین تیم تمام دوران می‌دانند البته شکست ۷ بر ۱ آنها مقابل آلمان در خاک برزیل در جام جهانی ۲۰۱۴ برای مردم این کشور مایه شرمساری شد. در سال ۱۹۹۶، تیم ملی برزیل به رکورد ۳۵ بازی متوالی بدون شکست دست یافت، موفقیتی که آن‌ها به مدت ۲۵ سال به‌عنوان یک رکورد جهانی در اختیار داشتند.

## تاریخچه

### سال‌های آغازین (۱۹۱۴–۱۹۲۲)

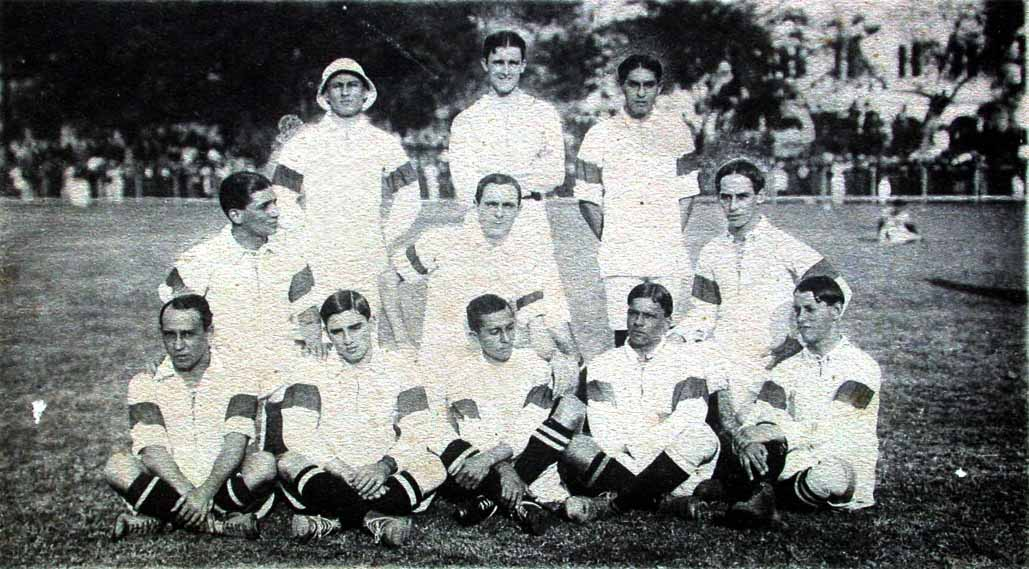
نخستین تیم ملی برزیل، ۱۹۱۴

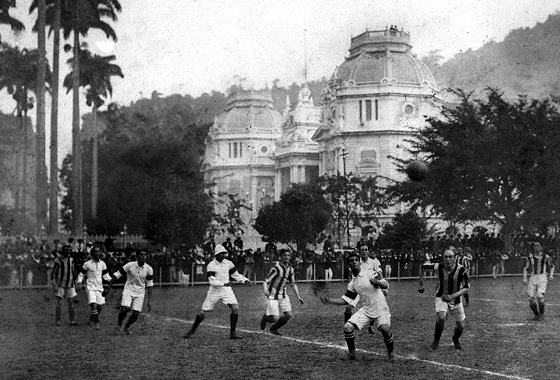
نخستین بازی برزیل در خانه مقابل اکستر سیتی در سال ۱۹۱۴

به‌طور کلی اعتقاد بر این است که بازی افتتاحیهٔ تیم ملی فوتبال برزیل، مسابقه‌ای در سال ۱۹۱۴ بین یک تیم منتخب ریو دو ژانیرو و سائو پائولو و اکستر سیتی بود که در ورزشگاه فلومیننزه برگزار شد. برزیل ۲–۰ با گل‌های اسوالدو گومز و عثمان پیروز شد، البته گاه ادعا می‌شود که آن بازی ۳–۳ مساوی شده است.
برخلاف موفقیت‌های بعدی تیم ملی، حضورهای اولیه تیم ملی درخشان نبود. دیگر بازی‌های اولیه که در آن زمان انجام شد شامل چند بازی دوستانه مقابل آرژانتین (شکست ۳–۰)، شیلی (در ۱۹۱۶) و اروگوئه (در ۱۲ ژوئیهٔ ۱۹۱۶) بود. با این حال، با رهبری توانایی‌های گلزنی آرتور فریدنریش، آن‌ها در خانه در مسابقات قهرمانی آمریکای جنوبی در سال ۱۹۱۹ پیروز شدند و پیروزی خود را در خانهٔ خود در سال ۱۹۲۲ تکرار کردند.

### سال‌های ۱۹۳۰ تا ۱۹۵۸ و نخستین جام جهانی
جام جهانی ۱۹۳۰، نخستین جام جهانی بود که با حضور تیم برزیل در اروگوئه برگزار شد. برزیل در این جام، بولیوی را شکست داد اما به یوگسلاوی باخت و از مسابقات حذف شد. آنها برزیل در دور نخست جام جهانی ۱۹۳۴ در ایتالیا در برابر اسپانیا شکست خوردند، اما در جام جهانی ۱۹۳۸ در فرانسه به نیمه‌نهایی رسیدند و با نتیجهٔ ۲–۱ از ایتالیا قهرمان جام شکست خوردند. برزیل تنها تیم آمریکای جنوبی بود که در این مسابقات شرکت کرد.
تیم ملی برزیل با قهرمانی در جام ملت‌های آمریکای جنوبی ۱۹۴۹ که در برزیل برگزار شد، به یک دورهٔ ۲۷ سالهٔ ناکامی و عدم کسب عناوین رسمی، پایان داد. تا پیش از این مسابقات، آخرین قهرمانی برزیل به مسابقات قهرمانی آمریکای جنوبی در سال ۱۹۲۲ بازمی‌گشت که مسابقات آن دوره نیز در کشور برزیل بازی شده بود.

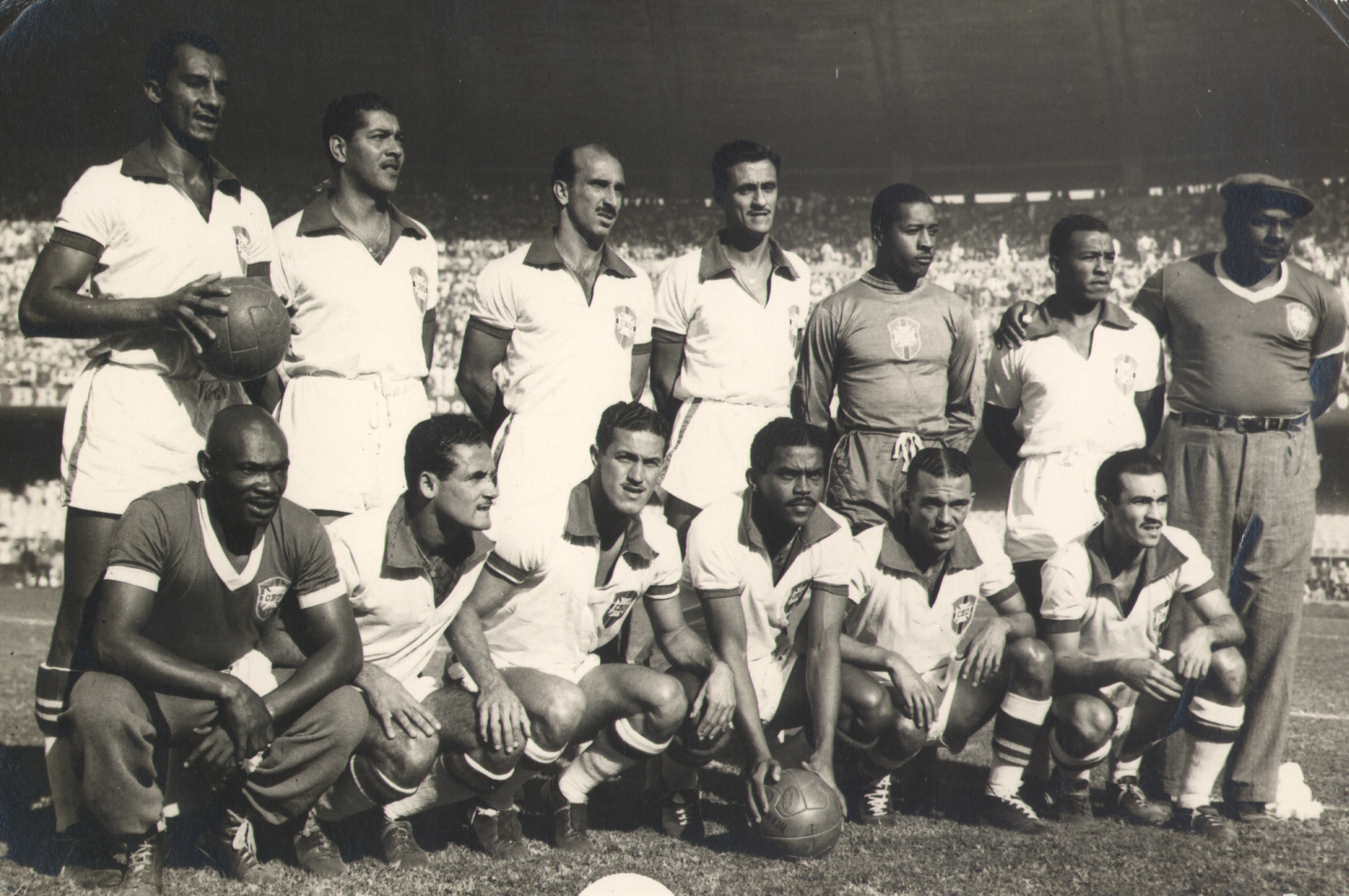
تیم ملی برزیل با لباس یکدست سفید در جام جهانی ۱۹۵۰. تصویر از آرشیو ملی برزیل

پس از آن، تیم برزیل برای نخستین بار با میزبانی جام جهانی ۱۹۵۰ به شهرت بین‌المللی دست یافت. این تیم در آخرین بازی دور نهایی، مقابل اروگوئه در ورزشگاه دو ماراکانای ریو برای قهرمانی در جام جهانی تنها به یک تساوی نیاز داشت. اروگوئه اما در یان بازی معروف به «ماراکانازو» برندهٔ مسابقه و جام شد. این شکست منجر به دوره‌ای عزای ملی در برزیل شد.
برای جام جهانی ۱۹۵۴ در سوئیس، تیم برزیل تقریباً به‌طور کامل بازسازی شد و رنگ لباس تیم نیز با طرحی جدید از آلدیر شلی از سفید یکدست به زرد، آبی و سبز با الهام از پرچم ملی برزیل، تغییر کرد تا ناکامی ماراکانازو فراموش شود. برزیل در این دوره به یک‌چهارم نهایی مسابقات رسید اما در این مرحله، در دیداری پر از درگیری و جنجال و یکی از زشت‌ترین مسابقات تاریخ فوتبال، معروف به نبرد برن، با نتیجهٔ ۴–۲ مغلوب تیم ملی مجارستان شد.

### ظهور پله و دورهٔ طلایی نخست (۱۹۵۸–۱۹۷۰)

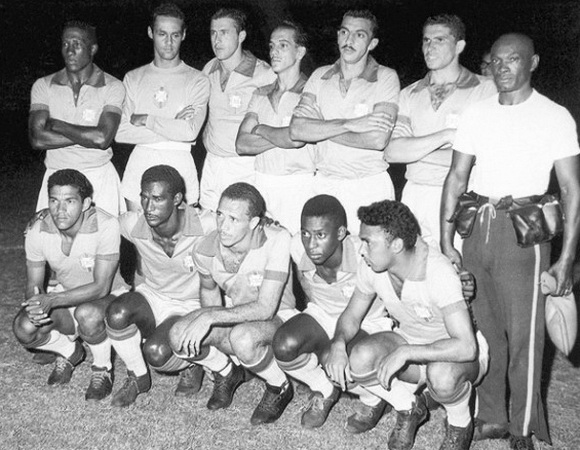
تیم ملی برزیل در کوپا آمریکای ۱۹۵۹

برای جام جهانی ۱۹۵۸ برزیل با انگلستان، اتحاد جماهیر شوروی و اتریش همگروه شد. برزیل در نخستین بازی خود اتریش را ۳–۰ شکست داد، سپس با انگلستان ۰–۰ مساوی کرد. پیش از بازی، مربی ویسنته فئولا سه تعویض انجام داد که برای برزیل برای شکست شوروی بسیار مهم بود: زیتو، گارینشا و پله، از همان ابتدای بازی، آن‌ها بی‌امان فشار را ادامه دادند و پس از سه دقیقه که بعداً به عنوان «بهترین سه دقیقهٔ تاریخ فوتبال» توصیف شد، برزیل به برتری رسید. آن‌ها در این دیدار با نتیجهٔ ۰–۲ پیروز شدند. پله تنها گل بازی یک‌چهارم نهایی خود را مقابل ولز به ثمر رساند و در نیمه‌نهایی فرانسه را با نتیجه ۵–۲ شکست داد. سپس برزیل در فینال ۵–۲ سوئد را شکست داد و اولین قهرمانی خود در جام جهانی را به دست آورد و اولین کشوری شد که در خارج از قارهٔ خود قهرمان جام جهانی شد. پله با گریه این قهرمانی را «ملتی در حال رشد و بلوغ» توصیف کرد.

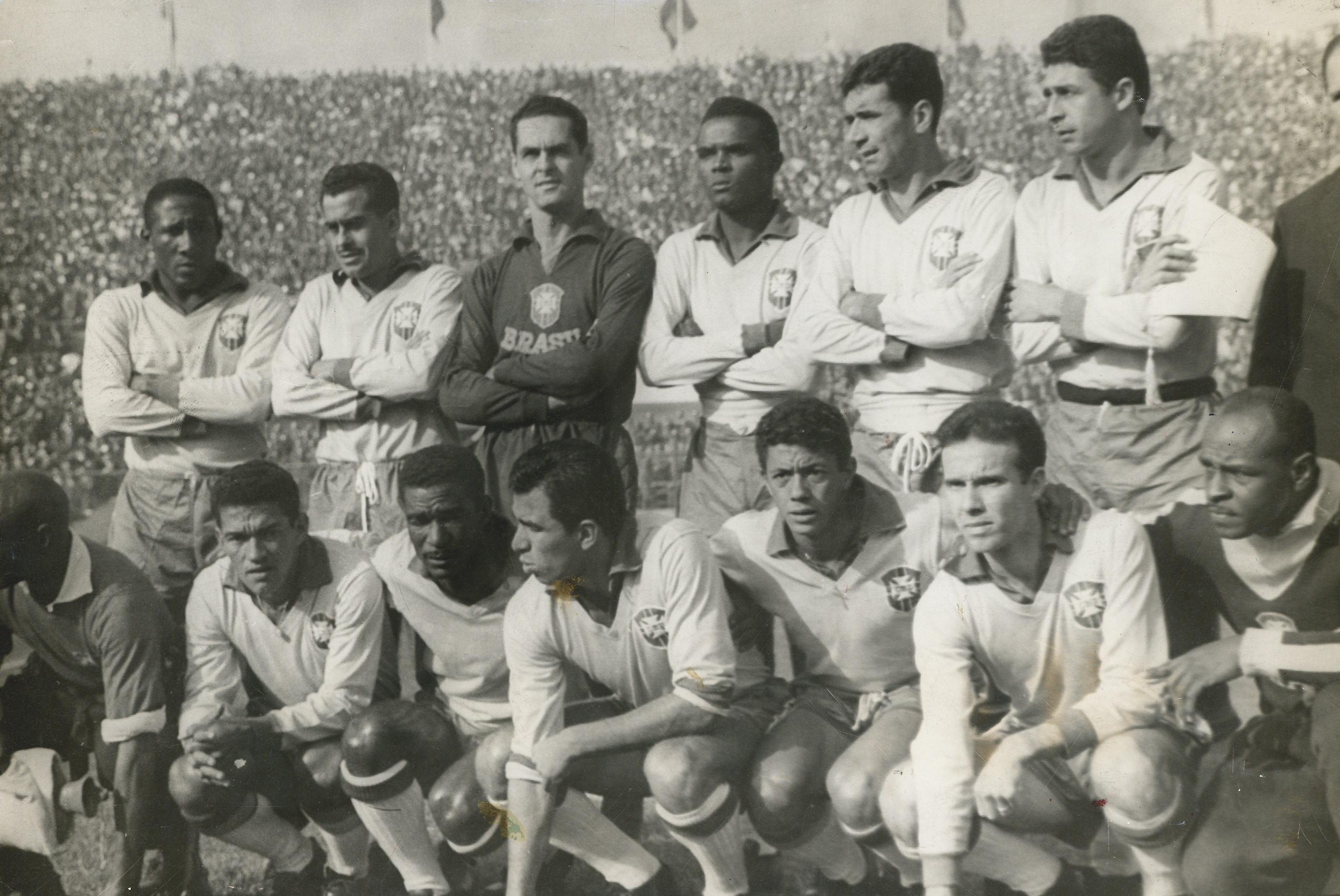
مدافع عنوان قهرمانی برزیل در جام جهانی فوتبال ۱۹۶۲

در جام جهانی ۱۹۶۲، برزیل دومین عنوان قهرمانی خود را با درخشش ستارهٔ خود گارینشا به‌دست‌آورد. پله در این دوره در جریان بازی گروهی دوم مقابل چکسلواکی مصدوم شد و نتوانست در بازی‌های بعدی این جام، به میدان برود.
در جام جهانی ۱۹۶۶ برزیل بدترین عملکرد خود را در یک جام جهانی داشت. این تورنمنت به‌خاطر بازی‌های به‌شدت فیزیکی‌اش به یاد مانده و پله یکی از بازیکنانی بود که بیشتر تحت تأثیر این موضوع قرار گرفت. در مقابل پرتغال، چندین تکل خشن مدافعان پرتغال باعث شد پله این بازی و مسابقات را ترک کند. برزیل در این دیدار شکست خورد و برای نخستین بار از جام ۱۹۳۴ در دور نخست جام جهانی حذف شد و از آن زمان تاکنون، همواره موفق به صعود به مرحلهٔ حذفی این رقابت‌ها شده است. برزیل پس از ایتالیا در جام جهانی ۱۹۵۰ دومین مدافع عنوان قهرمانی جام بود که در دور نخست دورهٔ بعد، از مسابقات حذف می‌شد. پس از جام‌های جهانی ۱۹۹۸، ۲۰۰۲، ۲۰۱۰، ۲۰۱۴ و ۲۰۱۸ تیم‌های ملی فرانسه، ایتالیا، اسپانیا و آلمان نیز به این فهرست اضافه شدند. پس از پایان این مسابقات، پله اعلام کرد که نمی‌خواهد دوباره در جام جهانی بازی کند. با این وجود، او در جام جهانی ۱۹۷۰ به تیم ملی برزیل بازگشت.

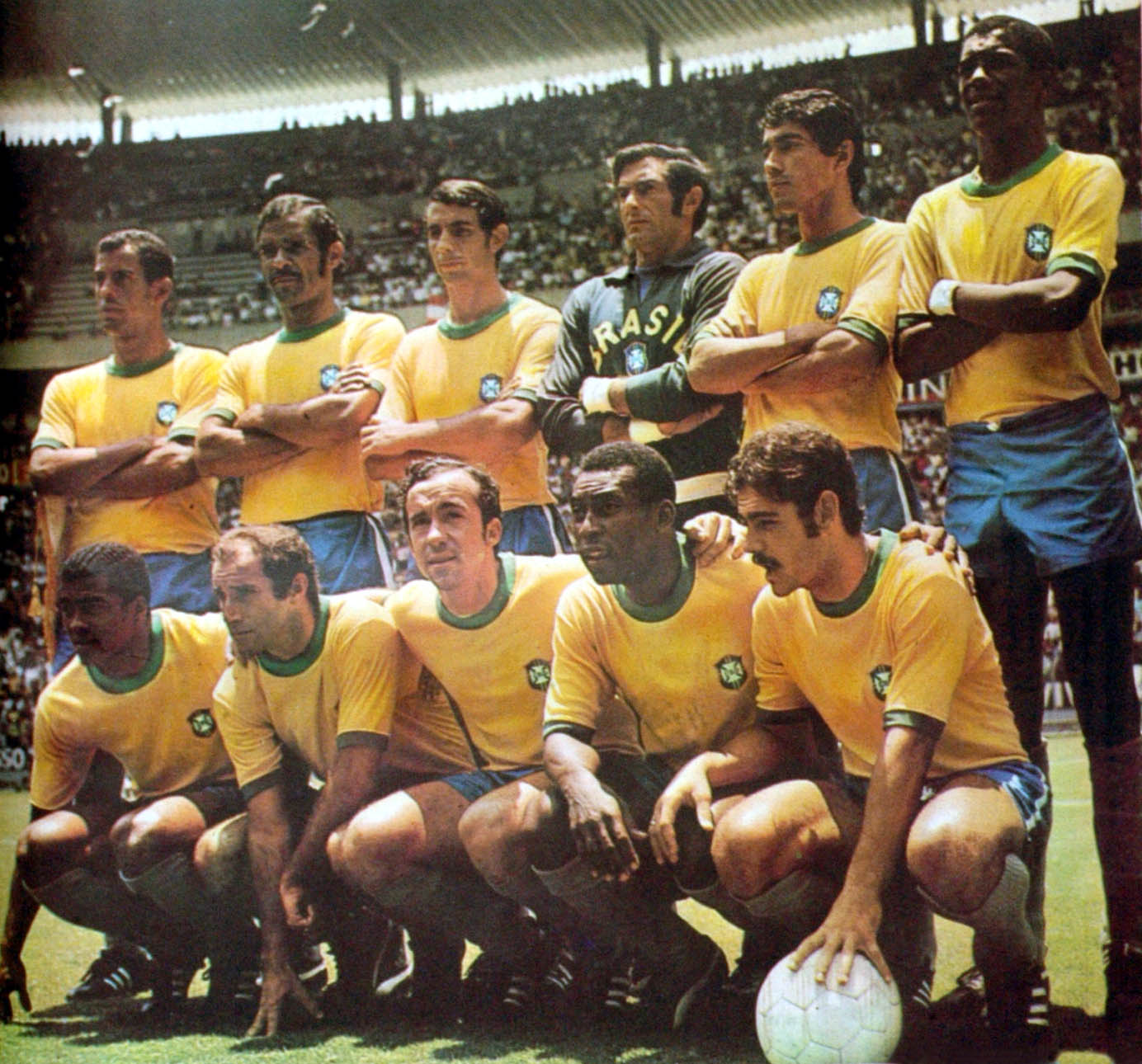
تیم ملی برزیل، قهرمان جام جهانی ۱۹۷۰ که توسط بسیاری از مفسران برجسته به‌عنوان بهترین تیم فوتبال تاریخ شناخته می‌شود.

برزیل برای سومین بار در جام جهانی ۱۹۷۰ در مکزیک قهرمان جام جهانی شد. این تیم به‌عنوان بهترین تیم فوتبال در تمامی ادوار جام‌های جهانی شناخته می‌شود. بازیکنان سرشناسی همچون پله، کارلوس آلبرتو تورس، جرزینیو، توستائو، ژرسون و ریولینو در این تیم توپ می‌زدند. برزیل در این مسابقات، هر شش بازی خود را در برابر تیم‌های چکسلواکی، انگلستان و رومانی (در مرحلهٔ گروهی) و در برابر پرو، اروگوئه و ایتالیا (در دور حذفی) بُرد. جرزینیو با هفت گل دومین گلزن برتر این جام جهانی بود و تنها بازیکنی است که در هر بازی در جام جهانی گلزنی کرده است. پله نیز این دوره را با زدن چهار گل به پایان رساند. برزیل برای سومین بار جام ژول ریمه را به‌دست‌آورد (نخستین تیم ملی که این کار را انجام داد) که به این معنی بود که آن‌ها این اجازه را داشتند که جام را نزد خود نگه دارند. پس از آن، جامی جدید برای جایگزینی آن جام ساخته شد. قهرمانی بعدی برزیل در جام جهانی، ۲۴ سال طول کشید.

### سال‌های ۱۹۷۴ تا ۱۹۹۰
پس از بازنشستگی پله و سایر ستارگان از تیم ۱۹۷۰ برزیل، این تیم نتوانست در جام جهانی ۱۹۷۴ آلمان غربی بر هلند غلبه کند و پس از شکست در برابر لهستان در دیدار رده‌بندی، در ردهٔ چهارم مسابقات قرار گرفت.
در مرحلهٔ دوم گروهی جام جهانی ۱۹۷۸، برزیل برای کسب مقام نخست و راهیابی به فینال با میزبان مسابقات یعنی آرژانتین در رقابت بود. برزیل در آخرین بازی خود در این گروه با نتیجهٔ ۳ بر ۱ لهستان را شکست داد و با تفاضل گل ۵+ به صدر جدول صعود کرد. آرژانتین تفاضل گل ۲+ داشت، اما در آخرین بازی خود در گروه، پرو را ۶–۰ شکست داد و به این ترتیب در دیداری مشکوک به تبانی که در نهایت اثبات نشد، راهی فینال مسابقات شد. برزیل در بازی رده‌بندی ایتالیا را شکست داد و به‌عنوان تنها تیم بدون شکست مسابقات، رتبهٔ سوم را به‌دست‌آورد.
در جام جهانی ۱۹۸۲، که در اسپانیا برگزار شد، برزیل با شکست ۳–۲ در بارسلونا در برابر ایتالیا، از مسابقات حذف شد. این مسابقه در ورزشگاه سریا برگزار شد و از آن با عنوان «تراژدی سریا» یاد می‌کنند. تیم ۱۹۸۲ برزیل خط هافبکی قدرتمند متشکل از سوکراتس، زیکو، فالکائو و ادر داشت.
برزیل در جام جهانی ۱۹۸۶ مکزیک در مرحلهٔ یک‌چهارم نهایی در یک بازی کلاسیک توتال فوتبال با فرانسه تحت رهبری میشل پلاتینی دیدار کرد. بازی در وقت قانونی به تساوی ۱–۱ انجامید و پس از یک‌وقت اضافهٔ بدون گل، همه چیز به ضربات پنالتی ختم شد که برزیل با نتیجهٔ ۴–۳ شکست خورد.
پس از ۴۰ سال وقفه، برزیل در کوپا آمریکای ۱۹۸۹ قهرمان شد، که این چهارمین قهرمانی برزیل در چهار تورنمنت به میزبانی برزیل بود. این دستاورد به ۱۹ سال بدون کسب مقام قهرمانی برای برزیل پایان داد. آخرین قهرمانی برزیل به جام جهانی ۱۹۷۰ بازمی‌گشت.
در جام جهانی ۱۹۹۰ ایتالیا، مربیگری برزیل بر عهدهٔ سباستیائو لازرونی بود که در کوپا آمریکای ۱۹۸۹ مربی برزیل بود. برزیل در این دوره، تیمی فاقد خلاقیت بود اما به دور دوم راه یافت اما در مرحلهٔ یک‌هشتم نهایی در تورین در برابر رقیب اصلی و سنتی خود در آمریکای جنوبی یعنی آرژانتین تحت رهبری دیگو مارادونا با نتیجهٔ ۱–۰ شکست خورد.

### دورهٔ طلایی دوم (۱۹۹۴–۲۰۰۲)
برزیل ۲۴ سال را بدون قهرمانی در جام جهانی و حتی حضور در فینال این مسابقات سپری کرد. انتظار برزیلی‌ها در جام جهانی ۱۹۹۴ در ایالات متحده به پایان رسید، ستارگانی چون روماریو و ببتو در خط حمله، کاپیتان دونگا در خط میانی، کلودیو تافارل به‌عنوان دروازه‌بان و ژورژینیو در خط دفاع، در این تیم حضور داشتند و برزیلی‌ها برای چهارمین بار قهرمان جام جهانی شدند. برزیل در این مسابقات با نتیجهٔ ۱–۰ ایالات متحده را در مرحلهٔ یک‌هشتم نهایی شکست دادند. در مرحلهٔ یک‌چهارم نهایی در دالاس با نتیجهٔ ۳–۲ مقابل هلند پیروز شدند و در نیمه‌نهایی با نتیجهٔ ۱–۰ مقابل سوئد به پیروزی رسیدند.
بازی فینال این مسابقات در ورزشگاه رز بول پاسادنا در گرمای شدید انجام شد و با تساوی بدون گل به پایان رسید. خط دفاع ایتالیا در این دیدار با هدایت فرانکو بارزی توانست روماریو را مهار کند. در ضربات پنالتی با از دست رفتن آخرین پنالتی ایتالیا توسط روبرتو باجو برزیل قهرمان مسابقات شد.
برزیل در جام جهانی ۱۹۹۸ نایب قهرمان شد. برزیل در صدر گروه خود قرار گرفت و در دو دور بعدی پیروز شد، در نیمه‌نهایی پس از تساوی ۱–۱، هلند را در ضربات پنالتی شکست داد. بازیکن اصلی مسابقات رونالدو در مسیر صعود به فینال این مسابقات چهار گل به ثمر رساند و سه پاس گل داد. در دیدار فینال، فرانسه به رهبری زیدان با نتیجهٔ ۳–۰ پیروز شد.

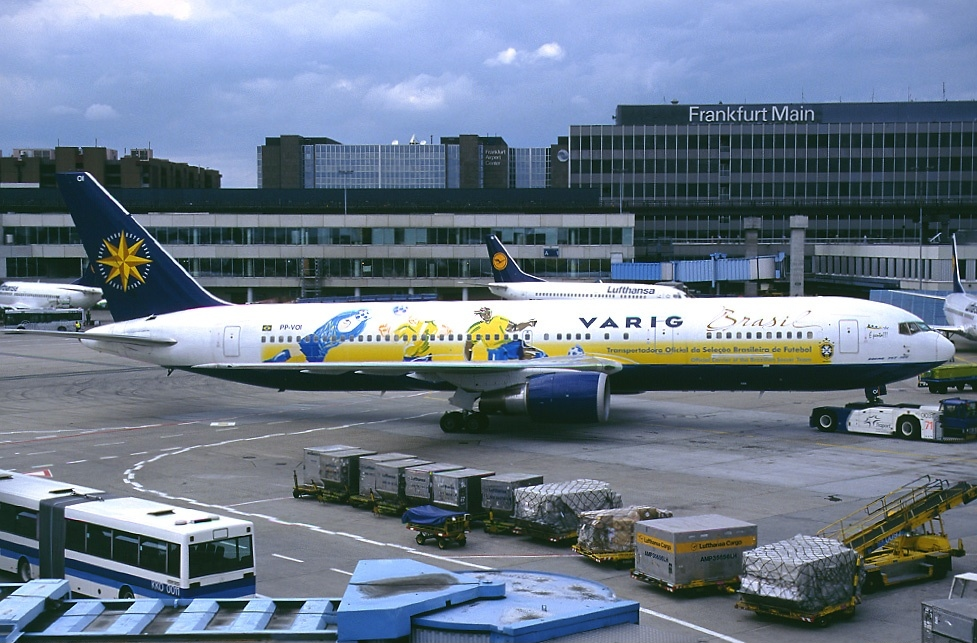
هواپیمای تیم ملی برزیل، قهرمان جام جهانی ۲۰۰۲

برزیل با حضور "سه R " (رونالدو، ریوالدو و رونالدینیو)، پنجمین قهرمانی خود را در جام جهانی ۲۰۰۲ که در کرهٔ جنوبی و ژاپن برگزار شد، به‌دست‌آورد. برزیل در بازی‌های گروهی در کرهٔ جنوبی هر سه حریف خود را شکست داد و صدرنشین گروه شد. در بازی نخست برزیل در برابر ترکیه در اولسان، ریوالدو پس از این‌که هاکان اونسال از ترکیه توپ را به پاهای او زد، درحالی‌که صورتش را به نشانهٔ درد، گرفته بود، روی زمین افتاد. ریوالدو به‌دلیل تمارض محروم نشد اما به‌دلیل این حرکت، ۵۱۸۰ پوند جریمه شد و نخستین بازیکنی شد که به‌علت تمارض توسط فیفا مجازات می‌شود. برزیل در دیدارهای دور حذفی خود در ژاپن در مرحلهٔ یک‌هشتم نهایی بلژیک را با نتیجهٔ ۲ بر ۰ در کوبه شکست داد. برزیل در مرحلهٔ یک‌چهارم نهایی در شیزوکا، انگلستان را با نتیجهٔ ۲–۱ شکست داد و گل پیروزی‌بخش برزیل با یک ضربهٔ ایستگاهی غیرمنتظره توسط رونالدینیو از فاصلهٔ ۴۰ متری به ثمر رسید. برزیل در نیمه‌نهایی در برابر ترکیه در سایتاما ۱–۰ پیروز شد. فینال این دوره بین آلمان و برزیل در یوکوهاما برگزار شد و رونالدو در پیروزی ۲–۰ برزیل دو گل به ثمر رساند. رونالدو همچنین با ۸ گلِ زده، برندهٔ کفش طلا به‌عنوان بهترین گلزن مسابقات شد. موفقیت برزیل باعث شد که آن‌ها جایزهٔ جهانی لوریوس برای تیم سال را دریافت کنند.

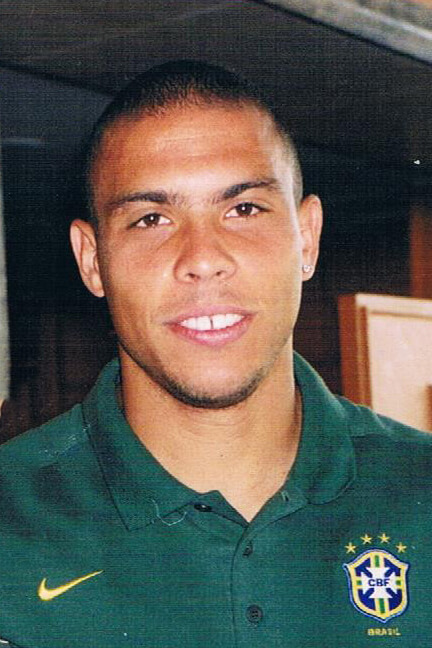
رونالدوی برزیلی در جام جهانی ۲۰۰۲

برزیل قهرمان کوپا آمریکای ۲۰۰۴ شد. آن قهرمانی سومین قهرمانی آن‌ها در چهار دورهٔ اخیر این مسابقات از سال ۱۹۹۷ بود. برزیل همچنین در سال ۲۰۰۵ برای دومین بار قهرمان جام کنفدراسیون‌های فیفا شد. مربی برزیل کارلوس آلبرتو پریرا تیمش را با ترکیب ۴–۲–۲–۲ ساخته بود. تاکتیک حملهٔ این تیم با نام مستعار "چهارنفرهٔ جادوییً حول محور چهار بازیکن ساخته شد: رونالدو، آدریانو، کاکا و رونالدینیو.

### سال‌های ۲۰۰۶ تا اکنون و ناکامی در جام‌های جهانی

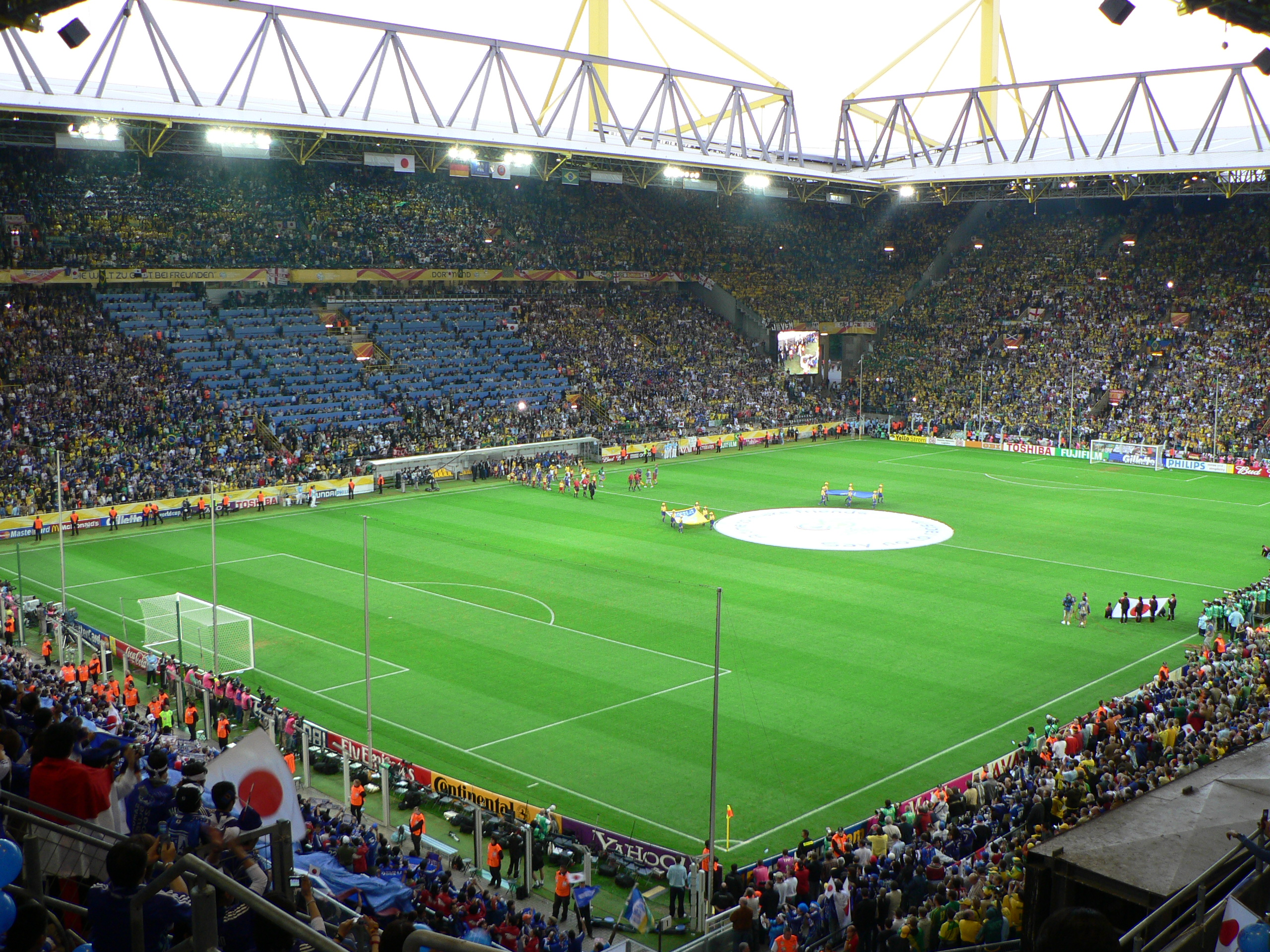
ورود به میدان بازیکنان برزیل و ژاپن در جام جهانی ۲۰۰۶

در جام جهانی ۲۰۰۶، برزیل در دو بازی نخست خود مقابل کرواسی (۱–۰) و استرالیا (۲–۰) پیروز شد. در آخرین بازی گروهی مقابل ژاپن، برزیل ۴–۱ پیروز شد. رونالدو دو بار گلزنی کرد و با رکورد بیشترین گل زده در تمام جام‌های جهانی برابری کرد. در مرحلهٔ یک‌هشتم نهایی، برزیل با نتیجهٔ ۳ بر ۰ غنا را شکست داد. گل رونالدو پانزدهمین گل او در تاریخ جام‌های جهانی بود و او رکورد قبلی ۱۴ گل را شکست. برزیل اما در مرحلهٔ یک‌چهارم نهایی مقابل فرانسه با گل تیری آنری ۱–۰ شکست خورد و حذف شد.
دونگا در سال ۲۰۰۶ به‌عنوان مربی جدید برزیل برگزیده شد. این تیم در کوپا آمریکای ۲۰۰۷ قهرمان شد و روبینیو کفش طلا را دریافت کرد و به‌عنوان بهترین بازیکن مسابقات انتخاب شد. دو سال بعد، برزیل قهرمان جام کنفدراسیون‌های فیفا در سال ۲۰۰۹ شد و ایالات متحده را با نتیجهٔ ۳–۲ در فینال شکست داد تا سومین عنوان قهرمانی خود در جام کنفدراسیون‌ها را به‌دست‌آورد. کاکا بهترین بازیکن تورنمنت شد و مهاجم لوئیس فابیانو جایزهٔ بهترین گلزن را از آن خود کرد.

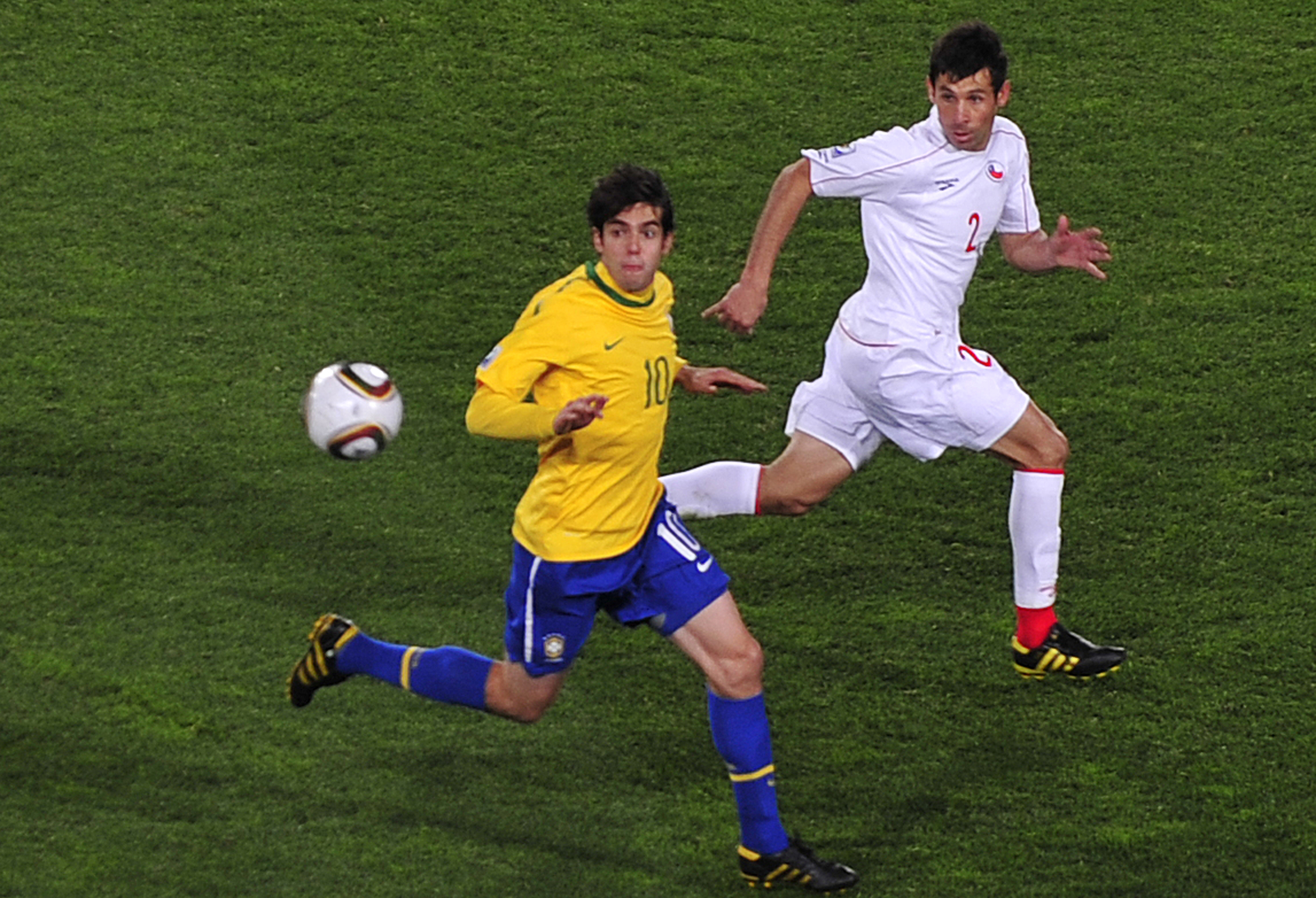
کاکا در دیدار برابر شیلی در جام جهانی ۲۰۱۰ آفریقای جنوبی

در جام جهانی ۲۰۱۰ آفریقای جنوبی، برزیل در دو بازی نخست خود به ترتیب برابر کرهٔ شمالی (۲–۱) و ساحل عاج (۳–۱) پیروز شد. آخرین بازی برزیل مقابل پرتغال با تساوی ۰–۰ به پایان رسید. برزیلی‌ها در مرحلهٔ یک‌هشتم نهایی به مصاف شیلی رفتند و با نتیجهٔ ۳–۰ پیروز شدند اما در یک‌چهارم نهایی با نتیجهٔ ۲–۱ مغلوب هلند شدند.
در ژوئیهٔ ۲۰۱۰، منو منزس به‌عنوان سرمربی جدید برزیل انتخاب شد. در کوپا آمریکای ۲۰۱۱، برزیل در برابر پاراگوئه شکست خورد و در یک‌چهارم نهایی حذف شد. در ۴ ژوئیهٔ ۲۰۱۲، برزیل در رده‌بندی فیفا در ردهٔ یازدهم قرار گرفت.
در نوامبر ۲۰۱۲، منو منزس برکنار شد و لوئیز فیلیپه اسکولاری جایگزین وی شد.

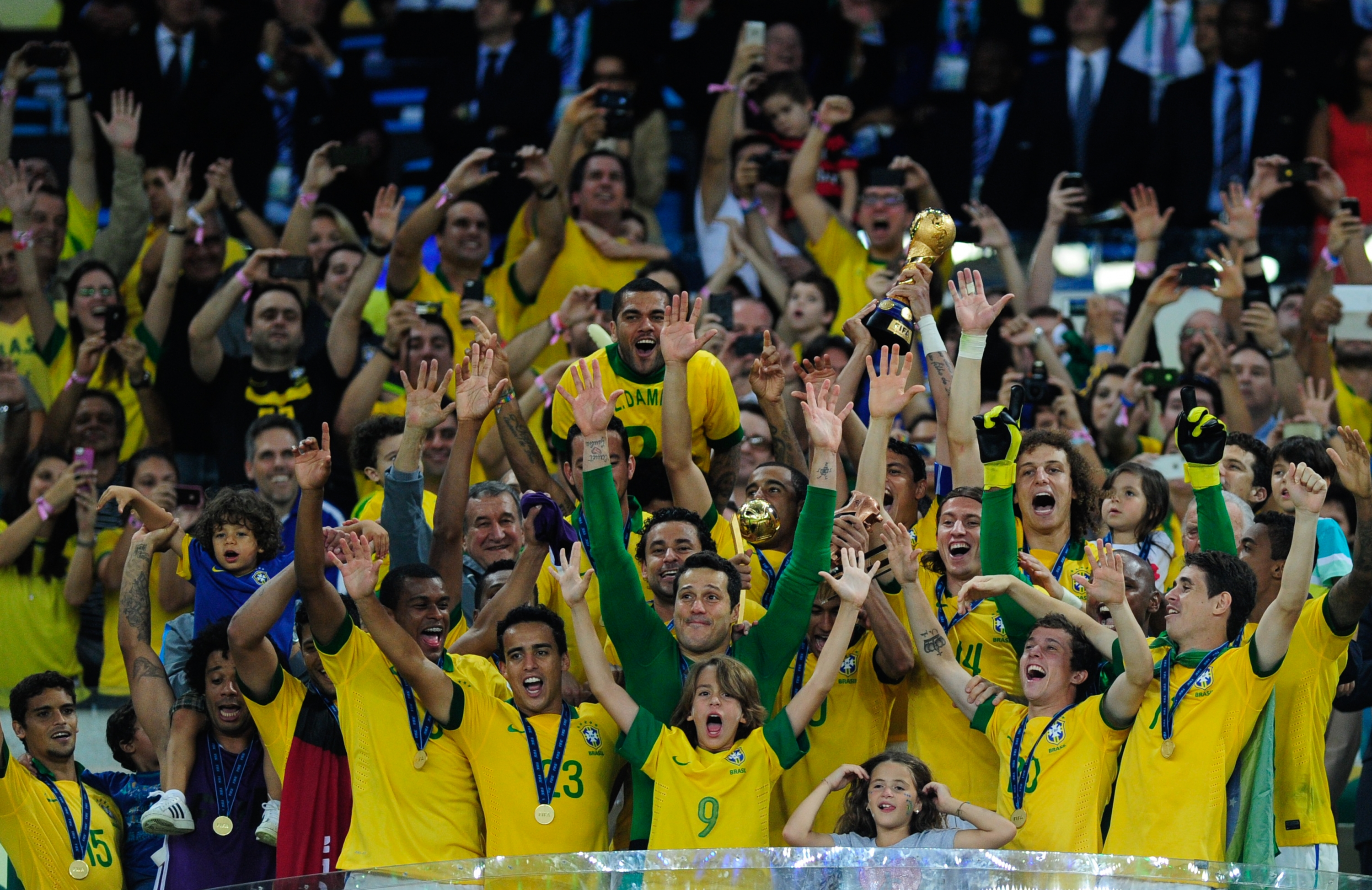
جشن قهرمانی بازیکنان برزیل در جام کنفدراسیون‌های فیفا ۲۰۱۳. این تیم در پنج بازی این مسابقات، پنج پیروزی داشت.

در ۶ ژوئن ۲۰۱۳، برزیل در رده‌بندی فیفا در ردهٔ ۲۲ قرار گرفت که پایین‌ترین رتبهٔ آن‌ها در تاریخ بود. برزیل در فینال جام کنفدراسیون‌های ۲۰۱۳ به مصاف اسپانیا رفت و با نتیجهٔ ۳–۰ پیروز شد و چهارمین عنوان قهرمانی خود در جام کنفدراسیون‌ها را به‌دست‌آورد. نیمار به‌عنوان بهترین بازیکن تورنمنت انتخاب شد و جایزهٔ توپ طلا و کفش برنز آدیداس را دریافت کرد و ژولیو سزار نیز جایزهٔ دستکش طلایی بهترین دروازه‌بان مسابقات را از آن خود کرد.

#### جام جهانی ۲۰۱۴
در بازی افتتاحیهٔ جام جهانی ۲۰۱۴ مقابل کرواسی، دو گل نیمار و یک گل از اسکار باعث شد سلسائو در نخستین جام جهانی خود در زمین خود پس از ۶۴ سال، شروعی پیروزمندانه داشته باشد. این تیم سپس با مکزیک مساوی کرد و با پیروزی ۴–۱ در برابر کامرون، جواز حضور در مرحلهٔ حذفی این جام را دریافت کرد. برزیل در مرحلهٔ یک‌شانزدهم به مصاف شیلی رفت و پس از تساوی ۱–۱ در ضربات پنالتی حریف خود را شکست داد و به دور بعد رفت.

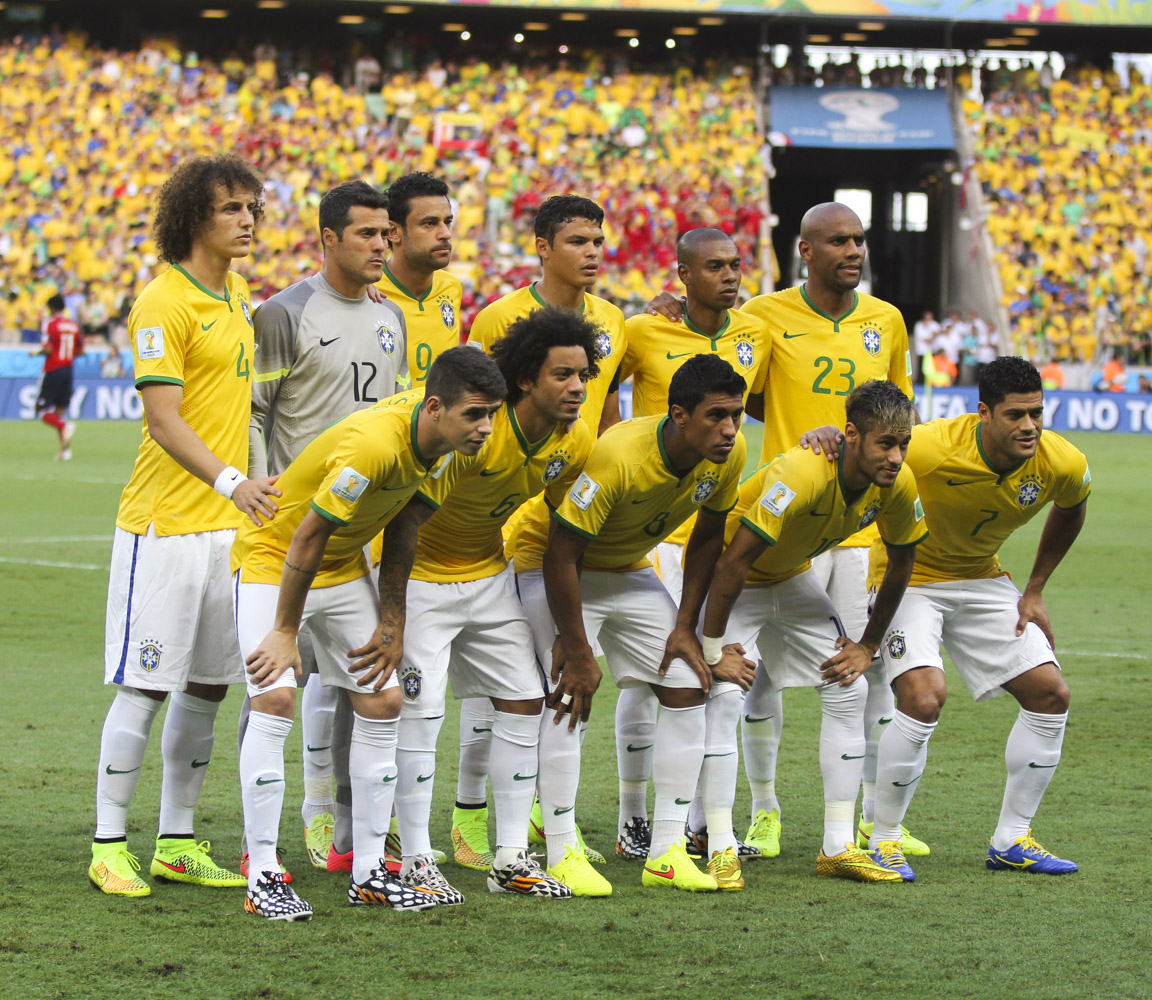
صف‌آرایی برزیل در جام جهانی ۲۰۱۴ برابر کلمبیا. این بازی، آخرین بازی نیمار (ردیف جلو، نفر دوم از راست) در این مسابقات پس از مصدومیت و شکستگی مهره بود.

برزیل در مرحلهٔ یک‌چهارم نهایی دوباره با حریفی از آمریکای جنوبی روبه‌رو شد و کلمبیا را ۲–۱ شکست داد. در اواخر این بازی، نیمار پس از شکستگی مهره از زمین بیرون رفت و ادامهٔ این مسابقات را از دست داد.
سلسائو در ادامه با نتیجهٔ ۷ بر ۱ به آلمان باخت و بزرگ‌ترین شکست تاریخ برزیل در جام جهانی رقم خورد. برزیل در بازی رده‌بندی با نتیجهٔ ۳–۰ به هلند باخت. پس از این مسابقات، اسکولاری استعفای خود را اعلام کرد.

#### بازگشت دونگا (۲۰۱۴–۲۰۱۶)

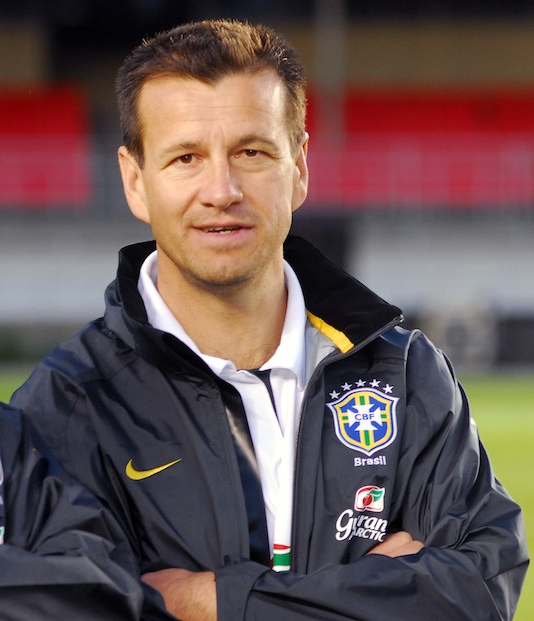
دونگا، کاپیتان برزیل در قهرمانی جام جهانی ۱۹۹۴ و مربی برزیل بین سال‌های ۲۰۰۶ تا ۲۰۱۰ و ۲۰۱۴ تا ۲۰۱۶

در ۲۲ ژوئیهٔ ۲۰۵۱۴، دونگا به‌عنوان سرمربی جدید برزیل معرفی شد. در کوپا آمریکای ۲۰۱۵، برزیل در گروه C اول شد تا به مرحلهٔ حذفی صعود کند. آن‌ها در مرحلهٔ بعد در ضربات پنالتی به پاراگوئه باختند و حذف شدند.
در کوپا آمریکای قرن ۲۰۱۶، برزیل این مسابقات را با تساوی بدون گل مقابل اکوادور آغاز کرد و در بازی بعدی با نتیجهٔ ۷–۱ هائیتی را شکست داد. برزیل که برای صعود به مرحلهٔ حذفی مسابقات، تنها به یک تساوی نیاز داشت، با گلزنی رائول رویدیاز در دقیقهٔ ۷۵، یک باخت بحث‌برانگیز ۱–۰ مقابل پرو را متحمل شد. این شکست باعث شد برزیل برای نخستین بار از کوپا آمریکای ۱۹۸۷ در مرحلهٔ گروهی از مسابقات حذف شود.

#### دورهٔ تیته (۲۰۱۶–۲۰۲۲)

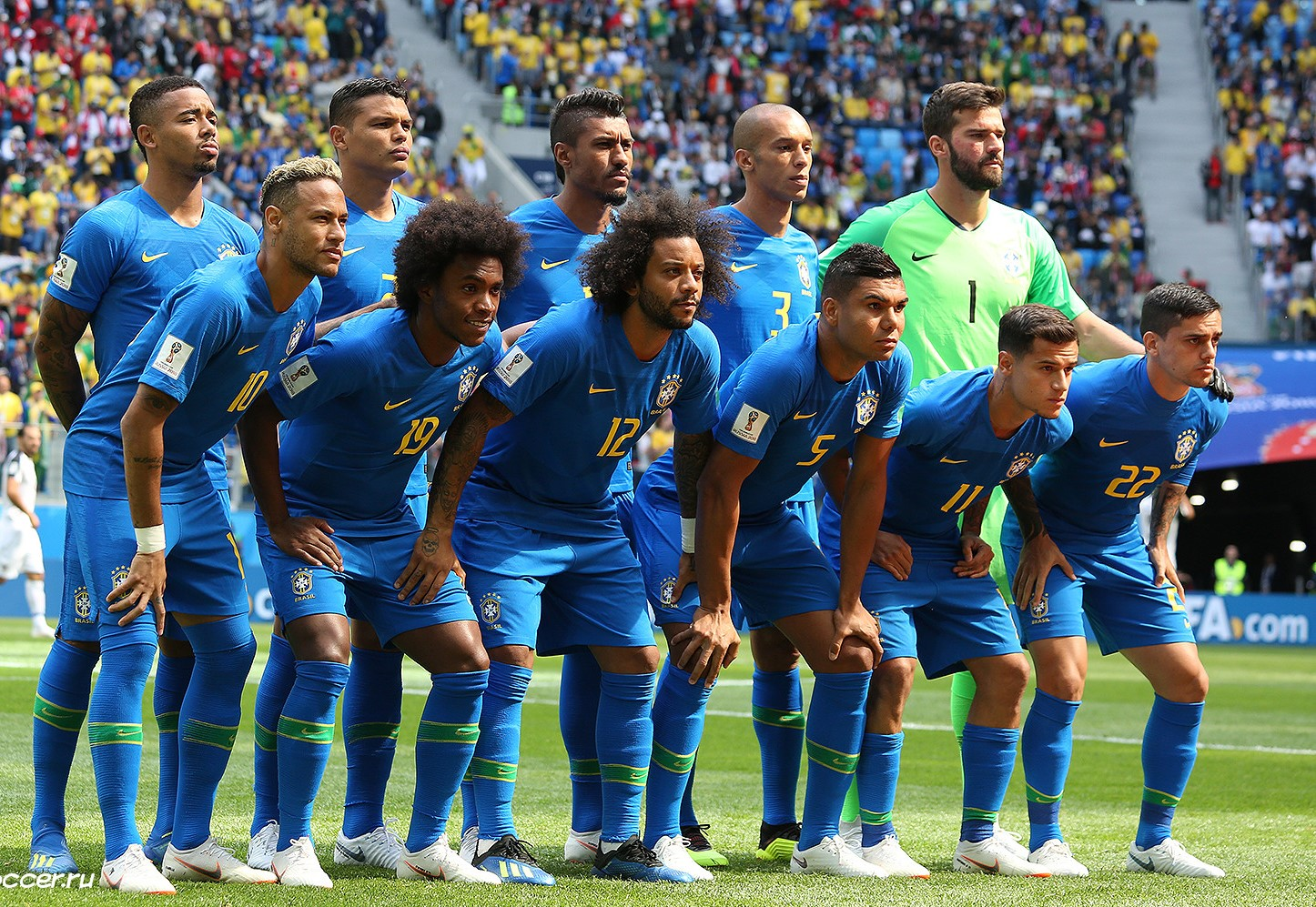
تیم ملی برزیل پیش از آغاز بازی گروهی خود مقابل کاستاریکا در جام جهانی ۲۰۱۸ روسیه

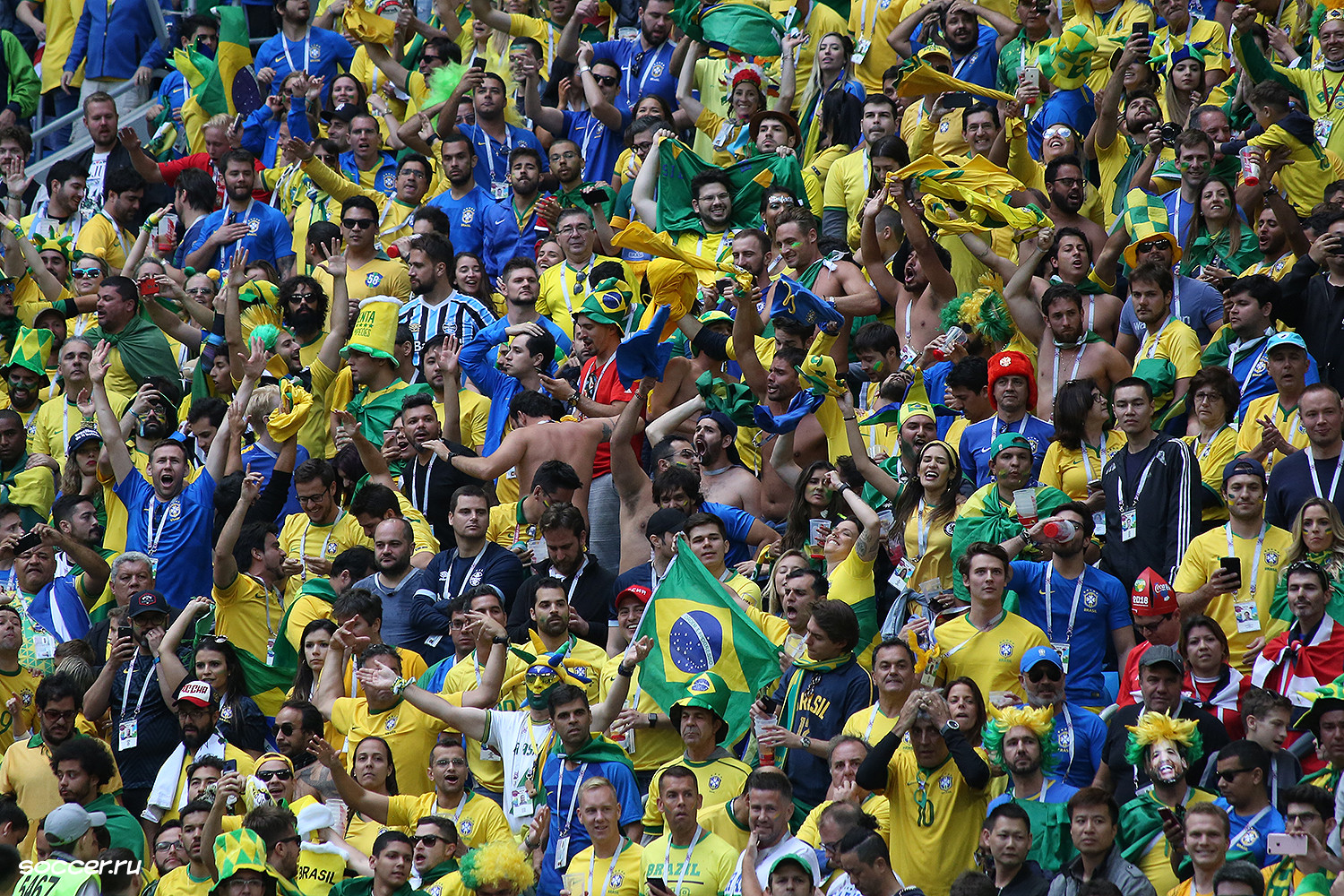
طرفداران برزیل در جام جهانی ۲۰۱۸

در ۱۴ ژوئن ۲۰۱۶، تیته جایگزین دونگا به‌عنوان سرمربی برزیل شد. در جام جهانی فوتبال ۲۰۱۸ تیم ملی برزیل در صدر گروه خود قرار گرفت. پس از شکست دادن مکزیک در مرحلهٔ یک‌هشتم نهایی، برزیل در مرحلهٔ یک‌چهارم نهایی در برابر بلژیک با نتیجهٔ ۲–۱ شکست خورد و حذف شد. تیته با قهرمانی در کوپا آمریکای ۲۰۱۹ در خانه، برزیل را به نخستین قهرمانی در کوپا آمریکا از سال ۲۰۰۷ رساند. در این جام، برزیل پس از پیروزی ۲–۰ در نیمه‌نهایی در برابر آرژانتین، پرو را در فینال شکست داد و نهمین عنوان کوپا آمریکای خود را کسب کرد.
در جام جهانی ۲۰۲۲ در قطر، برزیل در گروه خود اول شد. این تیم سپس در مرحلهٔ یک‌شانزدهم با کرهٔ جنوبی روبه‌رو شد و با اختلاف ۳ گل پیروز شد و به مرحلهٔ یک‌چهارم نهایی رفت و در نهایت با نتیجهٔ ۴–۲ در ضربات پنالتی در برابر کرواسی شکست خورد و حذف شد. تیته پس از حذف از جام جهانی از سرمربیگری برزیل، کنار رفت.

## افتخارات

### جام جهانی فوتبال
- قهرمان: ۱۹۵۸، ۱۹۶۲، ۱۹۷۰، ۱۹۹۴، ۲۰۰۲
- نایب قهرمان: ۱۹۵۰، ۱۹۹۸
- مقام سوم: ۱۹۳۸، ۱۹۷۸
- مقام چهارم: ۱۹۷۴، ۲۰۱۴

### کوپا آمریکا
- قهرمان: ۱۹۱۹، ۱۹۲۲، ۱۹۴۹، ۱۹۸۹, ۱۹۹۷، ۱۹۹۹, ۲۰۰۴, ۲۰۰۷, ۲۰۱۹

نایب قهرمان: ۱۹۲۱، ۱۹۲۵، ۱۹۳۷، ۱۹۴۵، ۱۹۴۶، ۱۹۵۳، ۱۹۵۷، ۱۹۵۹، ۱۹۸۳، ۱۹۹۱، ۱۹۹۵، ۲۰۲۱
مقام سوم: ۱۹۱۶، ۱۹۱۷، ۱۹۲۰، ۱۹۴۲، ۱۹۵۹، ۱۹۷۵، ۱۹۷۹

### بازیهای المپیک تابستانی
- قهرمان: ۲۰۱۶ المپیک ریو، ۲۰۲۰ المپیک توکیو
- نایب قهرمان: ۱۹۸۴، ۱۹۸۸، ۲۰۱۲
- مقام سوم: ۱۹۹۶، ۲۰۰۸
- جام کنفدراسیون‌ها
- قهرمان: ۱۹۹۷، ۲۰۰۵، ۲۰۰۹، ۲۰۱۳

## برخی از بازیکنان سرشناس

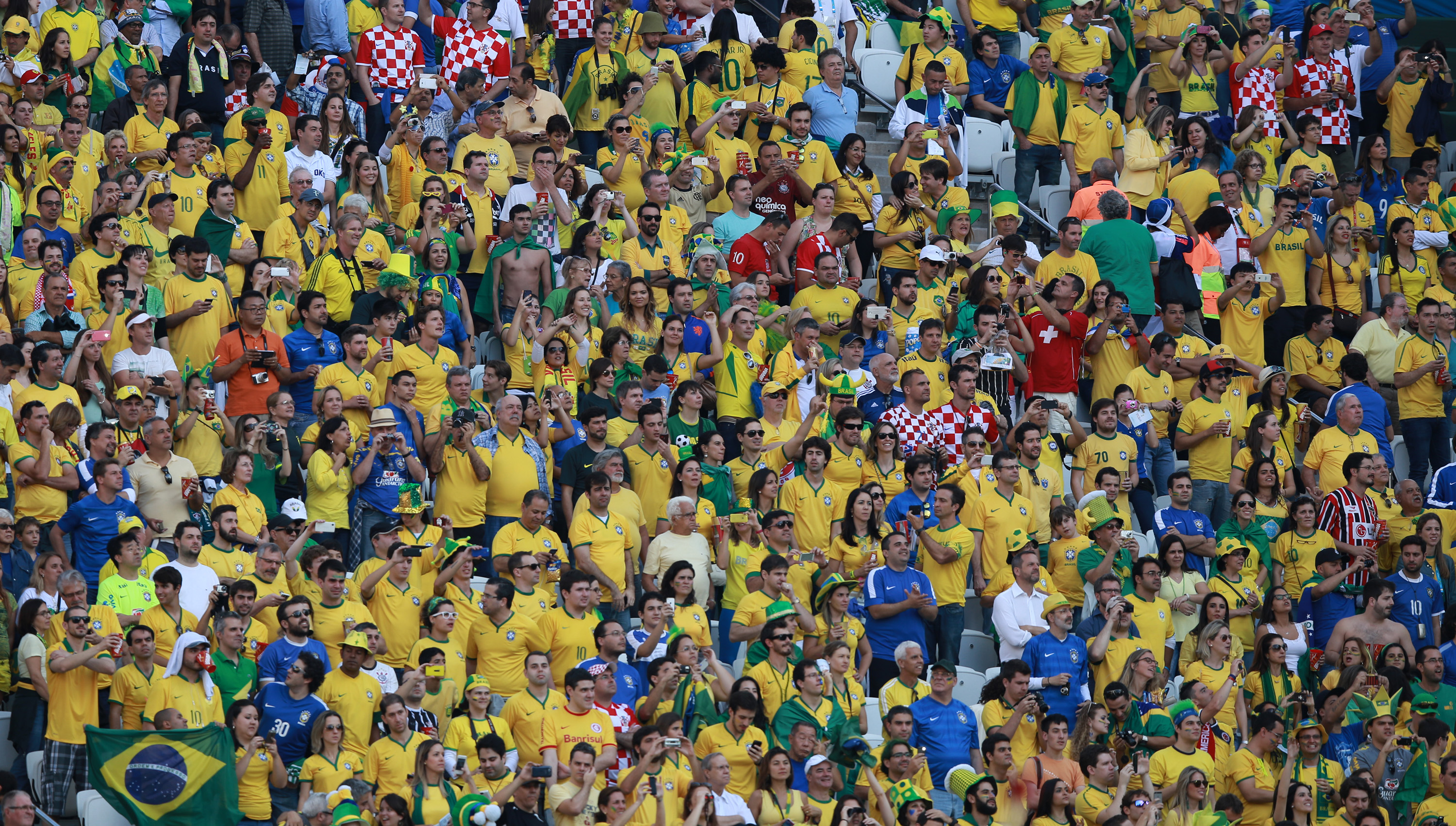
تماشاچیان تیم ملی فوتبال برزیل پیش از بازی افتتاحیه جام جهانی ۲۰۱۴ در مقابل تیم ملی فوتبال کرواسی

- پله
- زیکو
- سوکراتس
- جرزینیو
- گارینشا
- کارلوس آلبرتو تورس
- روماریو
- ببتو
- کارلوس دونگا
- روبرتو کارلوس
- کافو
- رونالدو
- ریوالدو
- رونالدینیو
- کاکا
- نیمار
- دنی آلوز
- فیلیپه کوتینیو
- مارسلو
- مارکینیوس
- وینیسیوس جونیور
- رودریگو گوئس
- آلیسون بکر
- ادرسون مورائس
- تیاگو سیلوا
- کاسمیرو

## آمار مسابقات

### جام جهانی فوتبال
| رکوردهای جام جهانی فوتبال | رکوردهای جام جهانی فوتبال | رکوردهای جام جهانی فوتبال | رکوردهای جام جهانی فوتبال | رکوردهای جام جهانی فوتبال | رکوردهای جام جهانی فوتبال | رکوردهای جام جهانی فوتبال | رکوردهای جام جهانی فوتبال | رکوردهای جام جهانی فوتبال |                                  | مقدماتی جام جهانی فوتبال         | مقدماتی جام جهانی فوتبال         | مقدماتی جام جهانی فوتبال         | مقدماتی جام جهانی فوتبال         | مقدماتی جام جهانی فوتبال         | مقدماتی جام جهانی فوتبال |
| سال                       | مرحله                     | مقام                      |                           | برد                       | تساوی *                   | باخت                      | گل زده                    | گل خورده                  | Pld                              | W                                | D                                | L                                | GF                               | GA                               |                          |
| ------------------------- | ------------------------- | ------------------------- | ------------------------- | ------------------------- | ------------------------- | ------------------------- | ------------------------- | ------------------------- | -------------------------------- | -------------------------------- | -------------------------------- | -------------------------------- | -------------------------------- | -------------------------------- | ------------------------ |
| ۱۹۳۰                      | مرحلهٔ گروهی               | ۶                         | ۲                         | ۱                         | ۰                         | ۱                         | ۵                         | ۲                         | –                                | –                                | –                                | –                                | –                                | –                                |                          |
| ۱۹۳۴                      | مرحلهٔ گروهی               | ۱۴                        | ۱                         | ۰                         | ۰                         | ۱                         | ۱                         | ۳                         | Automatically qualified          | Automatically qualified          | Automatically qualified          | Automatically qualified          | Automatically qualified          | Automatically qualified          |                          |
| ۱۹۳۸                      | سوم                       | سوم                       | ۵                         | ۳                         | ۱                         | ۱                         | ۱۴                        | ۱۱                        | Automatically qualified          | Automatically qualified          | Automatically qualified          | Automatically qualified          | Automatically qualified          | Automatically qualified          |                          |
| ۱۹۵۰                      | دوم                       | ۲                         | ۶                         | ۴                         | ۱                         | ۱                         | ۲۲                        | ۶                         | Qualified as hosts               | Qualified as hosts               | Qualified as hosts               | Qualified as hosts               | Qualified as hosts               | Qualified as hosts               |                          |
| ۱۹۵۴                      | یک‌چهارم                   | ۵                         | ۳                         | ۱                         | ۱                         | ۱                         | ۸                         | ۵                         | ۴                                | ۴                                | ۰                                | ۰                                | ۸                                | ۱                                |                          |
| ۱۹۵۸                      | قهرمان                    | اول                       | ۶                         | ۵                         | ۱                         | ۰                         | ۱۶                        | ۴                         | ۲                                | ۱                                | ۱                                | ۰                                | ۲                                | ۱                                |                          |
| ۱۹۶۲                      | قهرمان                    | اول                       | ۶                         | ۵                         | ۱                         | ۰                         | ۱۴                        | ۵                         | Qualified as defending champions | Qualified as defending champions | Qualified as defending champions | Qualified as defending champions | Qualified as defending champions | Qualified as defending champions |                          |
| ۱۹۶۶                      | حذف در مرحله گروهی        | یازدهم                    | ۳                         | ۱                         | ۰                         | ۲                         | ۴                         | ۶                         | Qualified as defending champions | Qualified as defending champions | Qualified as defending champions | Qualified as defending champions | Qualified as defending champions | Qualified as defending champions |                          |
| ۱۹۷۰                      | قهرمان                    | اول                       | ۶                         | ۶                         | ۰                         | ۰                         | ۱۹                        | ۷                         | ۶                                | ۶                                | ۰                                | ۰                                | ۲۳                               | ۲                                |                          |
| ۱۹۷۴                      | Fourth Place              | چهارم                     | ۷                         | ۳                         | ۲                         | ۲                         | ۶                         | ۴                         | Qualified as defending champions | Qualified as defending champions | Qualified as defending champions | Qualified as defending champions | Qualified as defending champions | Qualified as defending champions |                          |
| ۱۹۷۸                      | Third Place               | سوم                       | ۷                         | ۴                         | ۳                         | ۰                         | ۱۰                        | ۳                         | ۶                                | ۴                                | ۲                                | ۰                                | ۱۷                               | ۱                                |                          |
| ۱۹۸۲                      | Round 2                   | پنجم                      | ۵                         | ۴                         | ۰                         | ۱                         | ۱۵                        | ۶                         | ۴                                | ۴                                | ۰                                | ۰                                | ۱۱                               | ۲                                |                          |
| ۱۹۸۶                      | حذف در مرحلهٔ نیمه‌نهایی    | پنجم                      | ۵                         | ۴                         | ۱                         | ۰                         | ۱۰                        | ۱                         | ۴                                | ۲                                | ۲                                | ۰                                | ۶                                | ۲                                |                          |
| ۱۹۹۰                      | Round of 16               | نهم                       | ۴                         | ۳                         | ۰                         | ۱                         | ۴                         | ۲                         | ۴                                | ۳                                | ۱                                | ۰                                | ۱۳                               | ۱                                |                          |
| ۱۹۹۴                      | قهرمان                    | اول                       | ۷                         | ۵                         | ۲                         | ۰                         | ۱۱                        | ۳                         | ۸                                | ۵                                | ۲                                | ۱                                | ۲۰                               | ۴                                |                          |
| ۱۹۹۸                      | دوم                       | دوم                       | ۷                         | ۴                         | ۱                         | ۲                         | ۱۴                        | ۱۰                        | Qualified as defending champions | Qualified as defending champions | Qualified as defending champions | Qualified as defending champions | Qualified as defending champions | Qualified as defending champions |                          |
| ۲۰۰۲                      | قهرمان                    | اول                       | ۷                         | ۷                         | ۰                         | ۰                         | ۱۸                        | ۴                         | ۱۸                               | ۹                                | ۳                                | ۶                                | ۳۱                               | ۱۷                               |                          |
| ۲۰۰۶                      | یک‌چهارم نهایی             | پنجم                      | ۵                         | ۴                         | ۰                         | ۱                         | ۱۰                        | ۲                         | ۱۸                               | ۹                                | ۷                                | ۲                                | ۳۵                               | ۱۷                               |                          |
| ۲۰۱۰                      | یک‌چهارم نهایی             | ششم                       | ۵                         | ۳                         | ۱                         | ۱                         | ۹                         | ۴                         | ۱۸                               | ۹                                | ۷                                | ۲                                | ۳۳                               | ۱۱                               |                          |
| ۲۰۱۴                      | چهارم                     | چهارم                     | ۷                         | ۳                         | ۲                         | ۲                         | ۱۱                        | ۱۴                        | راه‌یافته به‌عنوان میزبان          | راه‌یافته به‌عنوان میزبان          | راه‌یافته به‌عنوان میزبان          | راه‌یافته به‌عنوان میزبان          | راه‌یافته به‌عنوان میزبان          | راه‌یافته به‌عنوان میزبان          |                          |
| ۲۰۱۸                      | یک‌چهارم نهایی             | ششم                       | ۵                         | ۳                         | ۱                         | ۱                         | ۸                         | ۳                         | ۴                                | ۲                                | ۱                                | ۱                                | ۷                                | ۳                                |                          |
| ۲۰۲۲ قطر                  | یک‌چهارم نهایی             | ششم                       | ۱۰۹                       | ۳                         | ۰                         | ۲                         | ۱۰                        | ۵                         | ۹۶                               | ۵۸                               | ۲۶                               | ۱۲                               | ۲۰۶                              | ۶۳                               |                          |

### کوپا آمریکا (جام ملت‌های آمریکای جنوبی)
| ۱۹۱۶             | Third place    | سوم        | ۳          | ۰          | ۲          | ۱          | ۳          | ۴          |      |            |     |   |   |   |   |    |   |
| ۱۹۱۷             | Third place    | سوم        | ۳          | ۱          | ۰          | ۲          | ۷          | ۸          |      |            |     |   |   |   |   |    |   |
| ۱۹۱۹             | قهرمان         | اول        | ۴          | ۳          | ۱          | ۰          | ۱۲         | ۳          |      |            |     |   |   |   |   |    |   |
| ۱۹۲۰             | Third place    | سوم        | ۳          | ۱          | ۰          | ۲          | ۱          | ۸          |      |            |     |   |   |   |   |    |   |
| ۱۹۲۱             | Runners-up     | دوم        | ۳          | ۱          | ۰          | ۲          | ۴          | ۳          |      |            |     |   |   |   |   |    |   |
| ۱۹۲۲             | قهرمان         | اول        | ۵          | ۲          | ۳          | ۰          | ۷          | ۲          |      |            |     |   |   |   |   |    |   |
| ۱۹۲۳             | Fourth place   | چهارم      | ۳          | ۰          | ۰          | ۳          | ۲          | ۵          |      |            |     |   |   |   |   |    |   |
| ۱۹۲۴             | حضور نداشت     | حضور نداشت | حضور نداشت | حضور نداشت | حضور نداشت | حضور نداشت | حضور نداشت | حضور نداشت |      |            |     |   |   |   |   |    |   |
| ۱۹۲۵             | Runners-up     | دوم        | ۴          | ۲          | ۱          | ۱          | ۱۱         | ۹          |      |            |     |   |   |   |   |    |   |
| ۱۹۲۶             | حضور نداشت     | حضور نداشت | حضور نداشت | حضور نداشت | حضور نداشت | حضور نداشت | حضور نداشت | حضور نداشت |      |            |     |   |   |   |   |    |   |
| ۱۹۲۷             | حضور نداشت     | حضور نداشت | حضور نداشت | حضور نداشت | حضور نداشت | حضور نداشت | حضور نداشت | حضور نداشت |      |            |     |   |   |   |   |    |   |
| ۱۹۲۹             | حضور نداشت     | حضور نداشت | حضور نداشت | حضور نداشت | حضور نداشت | حضور نداشت | حضور نداشت | حضور نداشت |      |            |     |   |   |   |   |    |   |
| ۱۹۳۵             | حضور نداشت     | حضور نداشت | حضور نداشت | حضور نداشت | حضور نداشت | حضور نداشت | حضور نداشت | حضور نداشت |      |            |     |   |   |   |   |    |   |
| ۱۹۳۷             | Runners-up     | 2nd        | ۶          | ۴          | ۰          | ۲          | ۱۷         | ۱۱         |      |            |     |   |   |   |   |    |   |
| ۱۹۳۹             | حضور نداشت     | حضور نداشت | حضور نداشت | حضور نداشت | حضور نداشت | حضور نداشت | حضور نداشت | حضور نداشت |      |            |     |   |   |   |   |    |   |
| ۱۹۴۱             | حضور نداشت     | حضور نداشت | حضور نداشت | حضور نداشت | حضور نداشت | حضور نداشت | حضور نداشت | حضور نداشت |      |            |     |   |   |   |   |    |   |
| ۱۹۴۲             | Third place    | 3rd        | ۶          | ۳          | ۱          | ۲          | ۱۵         | ۷          |      |            |     |   |   |   |   |    |   |
| ۱۹۴۵             | Runners-up     | 2nd        | ۶          | ۵          | ۰          | ۱          | ۱۹         | ۵          |      |            |     |   |   |   |   |    |   |
| ۱۹۴۶             | Runners-up     | 2nd        | ۵          | ۳          | ۱          | ۱          | ۱۳         | ۷          |      |            |     |   |   |   |   |    |   |
| ۱۹۴۷             | حضور نداشت     | حضور نداشت | حضور نداشت | حضور نداشت | حضور نداشت | حضور نداشت | حضور نداشت | حضور نداشت |      |            |     |   |   |   |   |    |   |
| ۱۹۴۹             | Champions      | 1st        | ۸          | ۷          | ۰          | ۱          | ۴۶         | ۷          |      |            |     |   |   |   |   |    |   |
| ۱۹۵۳             | Runners-up     | 2nd        | ۷          | ۴          | ۰          | ۳          | ۱۷         | ۹          |      |            |     |   |   |   |   |    |   |
| ۱۹۵۵             | حضور نداشت     | حضور نداشت | حضور نداشت | حضور نداشت | حضور نداشت | حضور نداشت | حضور نداشت | حضور نداشت |      |            |     |   |   |   |   |    |   |
| ۱۹۵۶             | Fourth place   | 4th        | ۵          | ۲          | ۲          | ۱          | ۴          | ۵          |      |            |     |   |   |   |   |    |   |
| ۱۹۵۷             | Runners-up     | 2nd        | ۶          | ۴          | ۰          | ۲          | ۲۳         | ۹          |      |            |     |   |   |   |   |    |   |
| ۱۹۵۹             | Runners-up     | 2nd        | ۶          | ۴          | ۲          | ۰          | ۱۷         | ۷          |      |            |     |   |   |   |   |    |   |
| ۱۹۵۹             | Third place    | 3rd        | ۴          | ۲          | ۰          | ۲          | ۷          | ۱۰         |      |            |     |   |   |   |   |    |   |
| ۱۹۶۳             | Fourth place   | 4th        | ۶          | ۲          | ۱          | ۳          | ۱۲         | ۱۳         |      |            |     |   |   |   |   |    |   |
| ۱۹۶۷             | حضور نداشت     | حضور نداشت | حضور نداشت | حضور نداشت | حضور نداشت | حضور نداشت | حضور نداشت | حضور نداشت |      |            |     |   |   |   |   |    |   |
| ۱۹۷۵             | Third place    | 3rd        | ۶          | ۵          | ۰          | ۱          | ۱۶         | ۴          |      |            |     |   |   |   |   |    |   |
| ۱۹۷۹             | Third place    | 3rd        | ۶          | ۲          | ۲          | ۲          | ۱۰         | ۹          |      |            |     |   |   |   |   |    |   |
| ۱۹۸۳             | Runners-up     | 2nd        | ۸          | ۲          | ۴          | ۲          | ۸          | ۵          |      |            |     |   |   |   |   |    |   |
| ۱۹۸۷             | Group stage    | 5th        | ۲          | ۱          | ۰          | ۱          | ۵          | ۴          |      |            |     |   |   |   |   |    |   |
| ۱۹۸۹             | Champions      | 1st        | ۷          | ۵          | ۲          | ۰          | ۱۱         | ۱          |      |            |     |   |   |   |   |    |   |
| ۱۹۹۱             | Runners-up     | 2nd        | ۷          | ۴          | ۱          | ۲          | ۱۲         | ۸          |      |            |     |   |   |   |   |    |   |
| ۱۹۹۳             | Quarter-finals | 5th        | ۴          | ۱          | ۲          | ۱          | ۶          | ۴          | ۱۹۹۵ | Runners-up | 2nd | ۶ | ۴ | ۲ | ۰ | ۱۰ | ۳ |
| ۱۹۹۷             | Champions      | 1st        | ۶          | ۶          | ۰          | ۰          | ۲۲         | ۳          |      |            |     |   |   |   |   |    |   |
| ۱۹۹۹             | Champions      | 1st        | ۶          | ۶          | ۰          | ۰          | ۱۷         | ۲          |      |            |     |   |   |   |   |    |   |
| ۲۰۰۱             | Quarter-finals | 6th        | ۴          | ۲          | ۰          | ۲          | ۵          | ۴          |      |            |     |   |   |   |   |    |   |
| ۲۰۰۴             | Champions      | 1st        | ۶          | ۳          | ۲          | ۱          | ۱۳         | ۶          |      |            |     |   |   |   |   |    |   |
| ۲۰۰۷             | Champions      | 1st        | ۶          | ۴          | ۱          | ۱          | ۱۵         | ۵          |      |            |     |   |   |   |   |    |   |
| ۲۰۱۱             | Quarter-finals | 8th        | ۴          | ۱          | ۳          | ۰          | ۶          | ۴          |      |            |     |   |   |   |   |    |   |
| ۲۰۱۵             | Quarter-finals | 5th        | ۴          | ۲          | ۱          | ۱          | ۵          | ۴          |      |            |     |   |   |   |   |    |   |
| کوپا آمریکای قرن | Group stage    | 9th        | ۳          | ۱          | ۱          | ۱          | ۷          | ۲          |      |            |     |   |   |   |   |    |   |
| ۲۰۱۹             | Champions      | 1st        | ۶          | ۴          | ۲          | ۰          | ۱۳         | ۱          |      |            |     |   |   |   |   |    |   |
| ۲۰۲۱             | Runners-up     | 2nd        | ۷          | ۵          | ۱          | ۱          | ۱۲         | ۳          |      |            |     |   |   |   |   |    |   |
| ۲۰۲۴             | Qualified      | Qualified  | Qualified  | Qualified  | Qualified  | Qualified  | Qualified  | Qualified  |      |            |     |   |   |   |   |    |   |
| Total            | 9 Titles       | ۳۶/۴۶      | ۱۸۴        | ۱۰۳        | ۳۷         | ۴۴         | ۴۱۸        | ۲۰۱        |      |            |     |   |   |   |   |    |   |

## آمارها

### بیشترین بازی‌های ملی

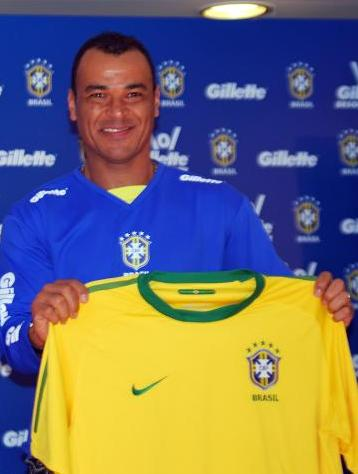
کافو رکورددار بیشترین بازی برای تیم ملی فوتبال برزیل با ۱۴۲ بازی ملی

تا ۳۰ سپتامبر ۲۰۲۳'
بازیکنانی که به صورت بولد نشان داده شده‌اند همچنان در حال بازی هستند.
| ردیف | نام            | تعداد بازی ملی | تعداد گل ملی | از              | تا             |
| ---- | -------------- | -------------- | ------------ | --------------- | -------------- |
| ۱    | کافو           | ۱۴۲            | ۴            | ۱۲ سپتامبر ۱۹۹۰ | ۱ ژوئیهٔ ۲۰۰۶   |
| ۲    | دنی آلوز       | ۱۲۶            | ۸            | ۱۰ اکتبر ۲۰۰۶   | ۵ دسامبر ۲۰۲۲  |
| ۳    | روبرتو کارلوس  | ۱۲۵            | ۱۱           | ۲۶ فوریهٔ ۱۹۹۲   | ۱ ژوئیهٔ ۲۰۰۶   |
| ۴    | نیمار          | ۱۲۵            | ۷۹           | ۱۰ اوت ۲۰۱۰     | سپتامبر ۲۰۲۳   |
| ۵    | تیاگو سیلوا    | ۱۱۳            | ۸            | ۲۸ اکتبر ۲۰۰۸   | ۹ دسامبر ۲۰۲۲  |
| ۶    | لوسیو          | ۱۰۵            | ۴            | ۱۵ نوامبر ۲۰۰۰  | ۵ سپتامبر ۲۰۱۱ |
| ۷    | کلودیو تافارل  | ۱۰۱            | ۰            | ۷ ژوئیه ۱۹۸۸    | ۱۲ ژوئیه ۱۹۹۸  |
| ۸    | روبینیو        | ۱۰۰            | ۲۸           | ۱۳ ژوئیه ۲۰۰۳   | ۲۸ ژانویه ۲۰۱۷ |
| ۹    | دیژالما سانتوس | ۹۸             | ۳            | ۱۰ آوریل ۱۹۵۲   | ۹ ژوئن ۱۹۶۸    |
| ۹    | رونالدو        | ۹۸             | ۶۲           | ۲۳ مارس ۱۹۹۴    | ۷ ژوئن ۲۰۱۱    |
| ۱۰   | رونالدینیو     | ۹۷             | ۳۳           | ۲۶ ژوئن ۱۹۹۹    | ۲۴ آوریل ۲۰۱۳  |

### بیشترین گل زدهٔ ملی
تا ۳۰ سپتامبر ۲۰۲۳'
بازیکنانی که به صورت بولد نشان داده شده‌اند همچنان در حال بازی هستند.

| #  | نام                 | تعداد گل زده | تعداد بازی | میانگین | اولین حضور     | آخرین حضور     | پست بازی |
| -- | ------------------- | ------------ | ---------- | ------- | -------------- | -------------- | -------- |
| ۱  | نیمار               | ۷۹           | ۱۲۵        | ۰٫۶۲    | ۱۰ اوت ۲۰۱۰    | سپتامبر ۲۰۲۳   | FW       |
| ۲  | پله (بازیکن فوتبال) | ۷۷           | ۹۲         | ۰٫۸۴    | ۷ ژوئیه ۱۹۵۷   | ۱۸ ژوئیه ۱۹۷۱  | FW       |
| ۳  | رونالدو             | ۶۲           | ۹۸         | ۰٫۶۳    | ۲۳ مارس ۱۹۹۴   | ۷ ژوئن ۲۰۱۱    | FW       |
| ۴  | روماریو             | ۵۵           | ۷۰         | ۰٫۷۹    | ۲۳ مه ۱۹۸۷     | ۲۷ آوریل ۲۰۰۵  | FW       |
| ۵  | زیکو                | ۴۸           | ۷۱         | ۰٫۶۸    | ۲۵ فوریه ۱۹۷۶  | ۲۱ ژوئن ۱۹۸۶   | MF       |
| ۶  | ببتو (ببتو)         | ۳۹           | ۷۵         | ۰٫۵۲    | ۲۸ آوریل ۱۹۸۵  | ۱۲ ژوئیه ۱۹۹۸  | FW       |
| ۷  | ریوالدو (ریوالدو)   | ۳۵           | ۷۴         | ۰٫۴۷    | ۱۶ دسامبر ۱۹۹۳ | ۱۹ نوامبر ۲۰۰۳ | MF       |
| ۸  | جرزینیو (جرزینیو)   | ۳۳           | ۸۱         | ۰٫۴۱    | ۷ ژوئن ۱۹۶۴    | ۳ مارس ۱۹۸۲    | FW       |
| ۸  | رونالدینیو          | ۳۳           | ۹۷         | ۰٫۳۴    | ۲۶ ژوئن ۱۹۹۹   | ۲۴ آوریل ۲۰۱۳  | MF       |
| ۱۰ | آدمیر مارکز منز     | ۳۲           | ۳۹         | ۰٫۸۲    | ۲۱ ژانویه ۱۹۴۵ | ۱۵ مارس ۱۹۵۳   | FW       |
| ۱۰ | توستائو (توستائو)   | ۳۲           | ۵۴         | ۰٫۵۹    | ۱۵ مه ۱۹۶۶     | ۹ ژوئیه ۱۹۷۲   | FW       |

### جوان‌ترین گلزن ملی
- پله (با ۱۶ سال و نه ماه)[۹۳]

## بازیکنان

### بازیکنان کنونی
فهرست ۲۶ بازیکن اصلی دعوت شده به تیم ملی برای بازی‌های مقدماتی جام جهانی فوتبال ۲۰۲۲ مقابل  کلمبیا و  اروگوئه در مهر ۱۴۰۰
- آمار بازی‌ها و گل‌های ملی تا پس از دیدار مقابل  اروگوئه در تاریخ ۲۳ مهر ۱۴۰۰

| ش. | پست       | بازیکن          | ت‌ت (سن)                  | بازی | گل | باشگاه                |
| -- | --------- | --------------- | ------------------------ | ---- | -- | --------------------- |
| ۱  | دروازه‌بان | الیسون          | ۲ اکتبر ۱۹۹۲ ‏(۳۲ سال)    | ۴۹   | ۰  | باشگاه فوتبال لیورپول |
| ۱۲ | دروازه‌بان | وورتون          | ۱۳ دسامبر ۱۹۸۷ ‏(۳۷ سال)  | ۷    | ۰  | پالمیراس              |
| ۲۳ | دروازه‌بان | ادرسون          | ۱۷ اوت ۱۹۹۳ ‏(۳۱ سال)     | ۱۷   | ۰  | منچستر سیتی           |
|    |           |                 |                          |      |    |                       |
| ۳  | مدافع     | تیاگو سیلوا     | ۲۲ سپتامبر ۱۹۸۴ ‏(۴۰ سال) | ۸۵   | ۷  | فلومیننزه             |
| ۲  | مدافع     | دانیلو          | ۷ سپتامبر ۱۹۸۴ ‏(۴۰ سال)  | ۵۸   | ۳  | یوونتوس               |
| ۱۳ | مدافع     | دنی آلوز        | ۶ مهٔ ۱۹۸۳ ‏(۴۲ سال)       | ۱۱۵  | ۸  | سائوپائولو            |
| ۶  | مدافع     | فیلیپه لوئیس    | ۹ اوت ۱۹۸۵ ‏(۳۹ سال)      | ۴۴   | ۲  | فلامینگو              |
| ۱۲ | مدافع     | الکس ساندرو     | ۲۶ ژانویهٔ ۱۹۹۱ ‏(۳۴ سال)  | ۱۹   | ۱  | یوونتوس               |
| ۴  | مدافع     | مارکینیوس       | ۱۴ مهٔ ۱۹۹۴ ‏(۳۱ سال)      | ۴۲   | ۱  | پاری سن ژرمن          |
| ۱۴ | مدافع     | ادر میلیتائو    | ۱۸ ژانویهٔ ۱۹۹۸ ‏(۲۷ سال)  | ۵    | ۰  | رئال مادرید           |
| ۲۲ | مدافع     | فاگنر           | ۱۱ ژوئن ۱۹۸۹ ‏(۳۶ سال)    | ۹    | ۰  | کورینتیانس            |
|    |           |                 |                          |      |    |                       |
| ۱۰ | مهاجم     | نیمار           | ۹ اوت ۱۹۹۲ ‏(۳۲ سال)      | ۱۲۸  | ۷۹ | سانتوس                |
| ۱۱ | هافبک     | فیلیپه کوتینیو  | ۱۲ ژوئن ۱۹۹۲ ‏(۳۳ سال)    | ۵۵   | ۱۶ | واسکو دوگاما          |
| ۱۷ | هافبک     | فرناندینیو      | ۴ مهٔ ۱۹۸۵ ‏(۴۰ سال)       | ۵۳   | ۲  | اتلتیکو پارانائنزه    |
| ۵  | هافبک     | کاسمیرو         | ۲۳ فوریهٔ ۱۹۹۲ ‏(۳۳ سال)   | ۴۱   | ۱  | منچستر یونایتد        |
| ۸  | هافبک     | آرتور           | ۴ مهٔ ۱۹۸۵ ‏(۴۰ سال)       | ۱۵   | ۰  | بیوونتوس              |
| ۱۵ | هافبک     | آلن             | ۸ ژانویهٔ ۱۹۹۱ ‏(۳۴ سال)   | ۸    | ۰  | ناپولی                |
| ۱۸ | هافبک     | وینیسیوس جونیور | ۱۲ ژوئیهٔ ۲۰۰۰ ‏(۲۵ سال)   | ۷    | ۱  | رئال مادرید           |
|    |           |                 |                          |      |    |                       |
| ۲۰ | مهاجم     | رودریگو گوئس    | ۹ ژانویهٔ ۲۰۰۱ ‏(۲۴ سال)   | ۳۸   | ۱۲ | رئال مادرید           |
| ۹  | مهاجم     | گابریل ژسوس     | ۳ آوریل ۱۹۹۷ ‏(۲۸ سال)    | ۳۵   | ۱۸ | آرسنال                |
| ۲۱ | مهاجم     | رافینیا         | ۱۴ دسامبر ۱۹۹۶ ‏(۲۸ سال)  | ۳۳   | ۱۱ | بارسلونا              |
| ۱۹ | مهاجم     | داگلاس کاستا    | ۲۲ مارس ۱۹۹۶ ‏(۲۹ سال)    | ۱۲   | ۳  | سیدنی                 |
| ۷  | مهاجم     | داوید نرس       | ۳ مارس ۱۹۹۷ ‏(۲۸ سال)     | ۵    | ۱  | آژاکس                 |

## مربیان سرشناس
- واندرلی لوکزامبورگو
- کارلوس آلبرتو پریرا
- فیلیپه اسکولاری
- تله سانتانا
- ماریو زاگالو
- کارلوس دونگا